# Explosion du 10 août 2019 à Morogoro
L’explosion du 10 août 2019 à Morogoro est  survenue le 10 août 2019 en Tanzanie, lorsqu'un camion-citerne a explosé, tuant au moins 89 personnes et en blessant au moins 55 autres à Morogoro, dans l'Est du pays. Il s'agit de l'une des plus grandes catastrophes de ce genre en Tanzanie.
L'incident s'est produit dans la ville de Morogoro, située à 185 km à l'ouest de Dar es Salam. Un camion-citerne s'est écrasé et des personnes se sont rassemblées sur les lieux de l'accident pour piller le carburant. Le camion-citerne a explosé à ce moment-là, brûlant immédiatement 60 personnes à mort. Des vidéo de l'incident ont commencé à circuler sur les réseaux sociaux, où l'on voit de nombreuses personnes en train de collecter du carburant dans des conteneurs jaunes et des jerricans. 55 autres personnes ont été seulement blessées dans l'incident, beaucoup subissant de graves brûlures.

## Explosion
L'explosion s'est produite à 8 h 30 EAT, 20 minutes après le renversement d'un camion-citerne qui essayait d'éviter une collision avec un motocycliste. L'accident s'est produit près de la gare routière de Msamvu (en), sur une route très fréquentée qui relie Morogoro à la capitale financière Dar es Salam. Des témoins disent qu'au moins 150 personnes se sont rassemblés sur les lieux. La foule a commencé à voler le carburant à l'aide de jerricans jaunes et a continué même lorsque le camion-citerne a pris feu. Une vidéo publiée sur Twitter par la chaîne d'information locale Kwanza TV monte des groupes de personnes essayant de récupérer du carburant autour du camion-citerne.
L'un des témoins, nommé Daniel Ngogo, a décrit la scène comme chaotique, avec un énorme incendie qui a rendu « difficile le sauvetage des victimes. La situation est vraiment mauvaise. De nombreuses personnes sont mortes ici - même celles qui ne volaient pas le carburant - parce que c'est un endroit très fréquenté. » Les opérations de sauvetage se sont terminées à 15 h 0 EAT, tous les corps été emportés. Le commissaire de police régional Wilbard Mutafungwa a déclaré que de nombreuses personnes avaient subi des brûlures à la suite de l'explosion.
Les chiffres officiels de la police ont fait état de 75 morts et au moins 55 blessés. La plupart des victimes ont été identifiées comme des chauffeurs de taxi-motocyclette locaux présents sur les lieux et des personnes qui ont tenté de récupérer du carburant. Le commissaire régional de Morogoro Stephen Kebwe a dit que c'était le pire désastre dans la région et a mis en garde contre d'autres décès possibles.

## Conséquences
Par la suite, le porte-parole du gouvernement Hassan Abbas a déclaré que « les opérations de sauvetage se sont terminées à 15 heures, heure locale. La scène a été bouclée et tous les corps ont été transportés de la scène dans un hôpital local pour identification ».
Le président de la Tanzanie, John Magufuli, a exprimé ses condoléances et sa consternation face à la manière dont la foule a agi.